# Alció becganxut
L'Alció becganxut(Melidora macrorrhina) és una espècie d'ocell de la família dels alcedínids (Alcedinidae) i única espècie del gènere Melidora (Lesson, R, 1830). Habita els boscos de Nova Guinea i les illes Raja Ampat i Yapen.